# مصطفی توپچیباشوف
مصطفی توپچیباشوف (ترکی آذربایجانی: Mustafa Topchubashov; ۵ اوت ۱۸۹۵ – ۲۱ نوامبر ۱۹۸۱) جراح آذربایجانی، دارنده عنوان افتخاری قهرمان کار سوسیالیست، جایزه استالین و نشان استالین بود.

## اوایل زندگی
مصطفی توپچیباشوف در ۱۷ اوت سال ۱۸۹۵ در روستای «گغانیست، آرارات» در نزدیکی ایروان و در خانواده «آقابیگ» و خانم «فاطمه» توپچیباشوف‌ها، صاحبان ثروتمند زمین در استان ایروان زاده شد. پیرو آنکه تحصیلات متوسطه اش را در زادگاه خود به پایان رسانید، در سال ۱۹۱۶ راه کی‌اف را در پیش گرفت تا در رشته پزشکی در دانشگاه ملی تاراس شفچنکو کی‌یف درس بخواند. علی‌رغم آغاز جنگ جهانی اول و سپس جنگ داخلی روسیه و نیز گرسنگی و بازداشت‌های متعددش در اوکراین که آن روزها از نظر سیاسی یک کشور بی‌ثبات محسوب می‌شد، موفق به اخذ مدرک شد و به باکو بازگشته و به عنوان دستیار در بخش جراحی دانشگاه علوم پزشکی آذربایجان شروع به کار کرد. از سال ۱۹۲۲، در نخجوان به شغل خود ادامه داده و اولین عمل جرحی خود را انجام داد که در این شهر نیز امری بی‌سابقه بود.

## کارنامه
پس از گذراندن شش ماه در آلمان، مصطفی توپچیباشوف به باکو برگشت و شروع به کار در دانشگاه پزشکی آذربایجان کرد. در سال ۱۹۳۰ بود که به دنبال دفاع موفق از پایان‌نامه دکتری اش، به ریاست دانشکده جراحی این دانشگاه پیش کشیده شد که به مدت ۴۵ سال دیگر در آنجا فعالیت داشت. در طول جنگ جهانی دوم، وی مسئول بیمارستانهای تخلیه شدگان در آذربایجان بود. از سال ۱۹۵۰ به بعد، او رئیس کمیته حفاظت از جهان در آذربایجان (شعبه محلی شورای جهانی صلح) بود. مصطفی توپچیباشوف یکی از بنیان‌گذاران آکادمی ملی علوم آذربایجان بود که در بحبوحه‌های زمانی ۱۹۵۱ تا ۱۹۵۷ و ۱۹۶۹ تا آخر عمرش قائم مقامی آن را به عهده داشت. در سال ۱۹۵۱، به عضویت غیرحضوری آکادمی علوم بلغارستان درآمد. در سال ۱۹۶۰ به عنوان عضو فعال آکادمی علوم پزشکی اتحاد جماهیر شوروی سوسیالیستی انتخاب شد.

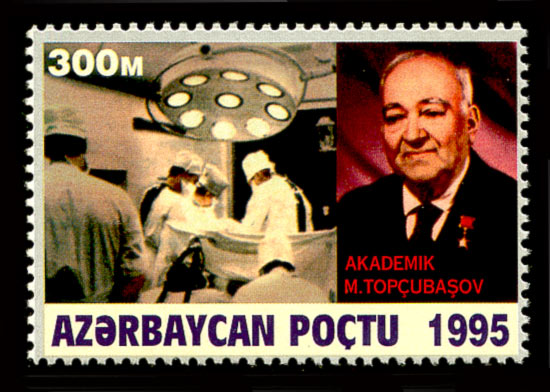
یک تمبر پستی اختصاص یافته به صدمین سالگرد مصطفی توپچیباشوف

مصطفی توپچیباشوف در بازه‌های زمانی ۱۹۵۳–۱۹۵۵ و ۱۹۶۷–۱۹۷۱، ریاست شورای عالی آذربایجان را به عهده داشت. در سال ۱۹۴۳، نشان استالین، عالی‌ترین نشان دولتی در آن روزگار، را دریافت نمود. بعداً، از وی با اعطای نشان لنین تقدیر به عمل آمد.
مصطفی توپچیباشوف در روز ۲۳ نوامبر سال ۱۹۸۱ در باکو درگذشت.

## نکوداشت
- در سال ۱۹۸۴ نام مصطفی توپچیباشوف به دانشکده تحقیقات بالینی و تجربی جراحان در باکو گذاشته شد؛
- یکی از خیابان‌های باکو وامدار اسم وی است؛
- در سال ۱۹۹۵ تمبری پستی اختصاص یافته یه یاد مصطفی توپچیباشوف در آذربایجان چاپ شد؛
- یک کشتی فری به اسم وی نام‌گذاری شده‌است؛
- یک بورس تحصیلی به نام مصطفی توپچیباشوف برای دانشجویان واجد شرایط دانشگاه علوم پزشکی آذربایجان لحاظ می‌شود؛
- نشان توپچیباشوف در جمهوری آذربایجان تأسیس شده‌است که به پزشکان آذربایجانی اهدا می‌گردد که تحقیقات قابل توجهی در زمینه خود انجام می‌دهند.[۵]